# Erik Højsgaard
Erik Højsgaard (født 3. oktober 1954) er en dansk komponist og professor i hørelære. Han er uddannet i komposition ved Det Jyske Musikkonservatorium i 1978 og studerede efterfølgende hørelære ved Det Kongelige Danske Musikkonservatorium, hvor han siden underviste i hørelære. Han blev docent i 1988 og professor i 2002. Han har desuden været huskomponist hos Aalborg Symfoniorkester og lærer ved Nordjysk Musikkonservatorium.
Af priser har han modtaget Statens Kunstfonds treårige stipendium i 1979, Carl Nielsen og Anne Marie Carl-Nielsens Hæderspris i 1993 og Dansk Komponistforenings Legat i 1992.
Han har blandt andet komponeret symfonier, en cellokoncert og en klaverkoncert, en opera samt kammermusik og værker for soloinstrumenter. Han har været repræsenteret på festivaler i flere lande, blandt andre Festspillene i Salzburg, Copenhagen Summer Festival og Aarhus Festuge.
Hans oftest opførte værk er "C'est la mer mêlée au soleil" for guitar solo.